# David DeCoteau
David DeCoteau (* 5. Januar 1962, Portland, Oregon) ist ein US-amerikanischer Filmregisseur und Filmproduzent aus dem Bereich des B-, C- und TV-Films. Er hat bisher über 115 Filme produziert und über 170 Filme gedreht.

## Leben
DeCoteau wurde 1962 in Portland geboren. Nach seiner Schulzeit begann er Mitte der 1980er in der Filmindustrie tätig zu werden, als er für Roger Corman als Produktionsassistent wirkte. Er drehte und produziert seit 1986 mehr als 150 Filme, meist mit geringem Filmbudget, die er auch unter zahlreichen Pseudonymen wie Ellen Cabot und Julian Breen inszenierte. Im Jahr 2010 startete er die Reihe 1313, in der er zahlreiche Horrormythen verarbeitete. Seit dem Jahr 2010 ist er auch vermehrt als Kameramann seiner eigenen Filme aktiv. Seit mehreren Jahren arbeitet er regelmäßig mit dem Filmeditor Danny Draven zusammen. 	
Vielfach arbeitete er auch mit dem Filmproduzenten Charles Band zusammen.
DeCoteau, der auch die kanadische Staatsbürgerschaft besitzt, lebt offen homosexuell in Kalifornien.

## Filmografie (Auswahl)
als Regisseur
- 1987: Creepzone (Creepozoids)
- 1988: American Rampage (American Rampage)
- 1988: Beast You! (Sorority Babes in the Slimeball Bowl-O-Rama)
- 1988: Lady Avenger (Lady Avenger)
- 1988: Nightmare Sisters (Nightmare Sisters)
- 1989: Dr. Alien (Dr. Alien)
- 1989: Explosion der Leidenschaften (Deadly Embrace)
- 1991: Puppetmaster 3 (Puppet Master 3: Toulon's Revenge)
- 1994: Test Tube Teens from the Year 2000
- 1995: Dino Kids 3 (Prehysteria! 3)
- 1995: Feuchte Zone L.A. (Blonde Heaven)
- 1996: Prey of the Jaguar (Prey of the Jaguar)
- 1997: Absolution (The Journey: Absolution)
- 1997: Das Schloß der Leidenschaft (Lurid Tales: The Castle Queen)
- 1997: Skeletons (Skeletons) (Fernsehfilm)
- 1998: Beach Babes – Die Girls vom anderen Stern (Beach Babes 2: Cave Girls Island)
- 1998: Curse of the Puppetmaster (Curse of the Puppet Master)
- 1998: Shrieker – Die Fratze des Todes (Shrieker)
- 1998: Talisman – Das Tor zur Hölle (Talisman)
- 1999: Alien Arsenal – Welt in Gefahr (Alien Arsenal, Fernsehfilm)
- 1999: Killer Eye – Experiment des Grauens (The Killer Eye)
- 1999: Retro Puppet Master (Retro Puppet Master)
- 1999: Scream of the Mummy (Ancient Evil: Scream of the Mummy)
- 1999: Totem – Die Alptraum-Kreaturen kommen (Totem)
- 1999: Witchouse (Witchouse)
- 2001: Brotherhood: Die Macht des Blutes (The Brotherhood)
- 2001: Brotherhood II: Die Warlocks (The Brotherhood 2: Young Warlocks)
- 2001: Final Stab – Du bist tot! (Final Stab)
- 2003: Brotherhood III – Die Macht der Dämonen (The Brotherhood III: Young Demons)
- 2004: Tomb of Terror (Tomb of Terror) (eine Episode)
- 2005: Brotherhood IV: Die tödliche Bruderschaft (The Brotherhood IV: The Complex)
- 2005: Werwolf vs. Frankenstein Reborn (Frankenstein & the Werewolf Reborn!)
- 2007: Grizzly Rage – Die Rache der Bärenmutter (Grizzly Rage, Fernsehfilm)
- 2014: Shark Attack in Beverly Hills
- 2016: Evil Exhumed
- 2016: Sorority Slaughterhouse
- 2016: Asian Ghost Story
- 2017: Swamp Freak
- 2018: Puppet Master: Blitzkrieg Massacre

als Produzent
- 1988: Ghetto Blaster (Ghettoblaster)
- 1989: Ghostwriter (Ghostwriter)
- 1990: Final Exterminator (Steel and Lace), Alternativtitel: Lady Exterminator
- 1990: Kampf der Roboter (Crash and Burn)
- 1990: Puppetmaster 2 (Puppet Master 2)

als Schauspieler
- 2008: Gingerdead Man 2 – Die Passion der Kruste (Gingerdead Man 2: Passion of the Crust)

## Preise und Auszeichnungen
- GayVN Awards, 2008, Hall of Fame